# Josef Schmidt (zapaśnik)
Josef Schmidt – austriacki zapaśnik walczący w stylu klasycznym. Olimpijczyk z Londynu 1948, gdzie zajął czwarte miejsce w kategorii do 73 kg.

## Letnie Igrzyska Olimpijskie 1948
| Konkurencja          | Rundy eliminacyjne  | Rundy eliminacyjne      | Rundy eliminacyjne | Rundy eliminacyjne    | Klas. końcowa |
| Konkurencja          | Przeciwnik I        | Przeciwnik II           | Przeciwnik III     | Przeciwnik IV         | Miejsce       |
| -------------------- | ------------------- | ----------------------- | ------------------ | --------------------- | ------------- |
| 73 kg styl klasyczny | Andy Wilson (GBR) Z | Miklós Szilvásy (HUN) P | Nic Felgen (LUX) Z | Henrik Hansen (DEN) P | 4.            |